# Ягуа (язык)
Ягуа (Yagua, Llagua, Nijyamïï Nikyejaada,Yahua, Yava, Yegua) — индейский язык, на котором говорит народ ягуа, живущий в регионе Лорето (от реки Икитос до бразильской границы) на северо-восточной территории Амазонки в Перу.
По состоянию на 2005 год, оказалось, что несколько носителей, возможно, мигрировали через перуанско-колумбийскую границу недалеко от города Летисия (департамент Амасонас, Колумбия). Треть населения одноязычны, и ягуа является языком обучения в местных начальных школах.

## Генетическая и ареальная информация
Язык ягуа считается представителем семьи пеба-ягуа, куда включаются также вымершие плохо задокументированные языки ямео и пеба. Диалектные различия незначительны и касаются в основном фонетики и фонологии, однако отмечены и некоторые различия в морфологии и синтаксисе. Общими для многих языков Южной Америки являются такие черты ягуа, как полисинтетизм, вершинное маркирование и почти полное отсутствие класса прилагательных.

## Социолингвистическая информация
На 2000 год, по данным сайта Ethnologue, в Перу насчитывалось 5700 носителей ягуа. По оценке Томаса Пейна в начале 1980-х гг. уже 75% мужского населения ягуа были билингвами, владея одновременно ягуа и испанским. Продолжается ассимиляция ягуа в культуру метисов (исп. mestizo, англ. Mestizo), что приводит к сокращению традиционных сообществ. Ягуа приписан статус угрожаемого языка (англ. endangered).

## Типологическая характеристика

### Степень свободы выражения грамматических значений
В отношении сложности строения глагольной словоформы ягуа близок к полисинтетическим языкам. В среднем глагольная словоформа содержит 3-4 морфемы, при этом анализ позиционных классов позволяет выделить около 13 позиций внутри глагольной словоформы. Представлено образование глаголов с сериальной семантикой, именная инкорпорация, однако, непродуктивна.
[Payne 2004: 1468]
Saquiivų́ų́churų́ų́myuuyanu.
sa-quiivų́ų́y-su-rų́ų́y-muuy-janu
3.SG-deceive-TRR1-POT-COMPL-PAST3

‘She/he stopped wanting to deceive (someone) long ago.’

### Характер границы между морфемами
Ягуа – агглютинативный язык в том отношении, что в большинстве случаев на стыках морфем не происходит сандхи, поэтому границы легко различимы. Однако, встречаются элементы частичной фузии (см. примеры 1-4).
[Powlison 1962: 288-289]
(1) с̸awíс̸yahɔ
с̸a-wiс̸yahɔ
3.SG-dwelling
‘his dwelling’
(2) rabíс̸yahɔ
rа́y-wíс̸yahɔ
1.SG-dwelling
‘my dwelling’
(3) с̸arа̢а̢́y
с̸a-rа̢а̢́y
3.SG-jump
‘He jumps.’
(4) raryе̢е̢́
rа́y-rа̢а̢́y
1.SG-jump
‘I jump.’

Палатальный аппроксимант (/y/ в примерах), завершающий морфему, оказывает эффект на реализацию начального согласного и гласных следующей морфемы. Так, например, последовательность /yw/ реализуется как звонкий билабиальный фрикатив ([b]) (см. примеры 1-2), а если /y/ предшествует переднеязычному согласному, то тот палатализуется, при этом гласные также реализуются особыми аллофонами (см. примеры 3-4).

### Локус маркирования

#### В посессивной именной группе
При порядке «N (обладаемое) – N (обладатель)» перед первым существительным ставится кореферентная обладателю проклитика, что указывает на вершинное маркирование. При другом порядке маркирования не происходит.
[Payne 2004: 1465]
(1) vа́nu rooríy
man house
‘the man’s house’
(2) sa-rooríy
Set I/3.SG-house
‘his/her house’
(3) sa-rooríy vа́nu
Set I/3.SG-house man
‘the man’s house’
(4) *rooríy vа́nu

house man

#### В предикации
В ягуа маркирование в предикации близко к вершинному. Именные группы субъекта и прямого объекта не маркируются падежом. При нейтральном порядке слов клитика – показатель согласования с субъектом (по одушевленности, для одушевленных также по лицу и числу) присоединяется префиксально к глаголу. Клитика – показатель согласования с прямым объектом (по тем же признакам) примыкает к слову, непосредственно предшествующему выраженному именной группой прямому объекту (см. пример 1), если такого слова нет, - к глаголу, а если объект не выражен именной группой, - к последнему слову в предложении (см. пример 2). Она, однако, отсутствует, если прямой объект неопределенный (см. пример 3) или иногда даже если определенный, предположительно, в зависимости от дискурсивных факторов.
[Payne & Payne 1990: 365]
(1) siimyimyaa Tomа́а́sara jа́suuchee
sa-jimyiy-maa Tomа́а́sa-rа́ jа́suuchee
3SG-eat-PERF Tom-INAN manioc
‘Tom has eaten the manioc.’
[Payne 1990: 31, 262]
(2) Riimusadáásiy jííta jumuñuviimuníí.
ray-jimusana-jásiy jííta jumuñu-viimu-níí
1SG-embark-PROXl JIITA canoe-inside-3SG
‘I put him in the canoe.’
(3) Sąątu buyąą.
sa-jatu buyąą.
3SG-drink manioc.beer

'He drinks manioc beer.’

### Тип ролевой кодировки в предикации
При базовом порядке слов VSO (VS в непереходной клаузе) кодирование пациентивного аргумента переходной клаузы в ягуа отличается как от кодирования агенса в переходных (см. пример 1), так и от кодирования единственного аргумента в непереходных клаузах (см. пример 2, 4), что указывает на аккузативную стратегию ролевой кодировки.
[Payne & Payne 1990: 365]
(1) siimyimyaa Tomа́а́sara jа́suuchee
sa-jimyiy-maa Tomа́а́sa-rа́ jа́suuchee
3SG-eat-PERF Tom-INAN manioc
‘Tom has eaten the manioc.’
[Payne 1985: 45, 126]
(2) Sa-jú̢u̢y Anita.
3SG-fall Anita
‘Anita falls.’
(3) Rįįnúúñíí vа́nu.
ray-júnúúy-níí vа́nu
1SG-see-3SG man
‘I see the man.’
(4) Sa-sííy vа́nu.
3SG-run man

‘The man runs.’

### Базовый порядок слов
В немаркированной финитной переходной клаузе с полными именными группами базовым порядком слов является VSO (см. пример 1). Он же чаще всего встречается в текстах. В зависимости от структуры и актуального членения предложения он может заменяться на OVS (см. пример 2), SVO или Oblique-VSO, однако VOS и любой порядок, при котором оба актанта или Oblique вместе с S или O выносились бы в предглагольную позицию, не встречаются.
[Payne 1990: 31-32]
(1) Sa-suuta Rospita-[níí Anita]
3SG-wash Rospita-3SG Anita
‘Rospita washes Anita.’
(2) Rospita sa-suuta Anita.
Rospita 3SG-wash Anita

‘Anita washes Rospita.’

## Особенности

### Фонологическая система
В таблице даны стандартные обозначения, разработанные Полем Паулисоном и использующиеся в последующих работах, в скобках, – обозначения IPA.

#### Вокализм
Дорис Пейн предлагает выделять следующий набор гласных фонем (для каждой ячейки существует носовая и неносовая фонема, каждая из которых при этом может быть краткой или долгой). В ягуа представлена прогрессивная ассимиляция гласных по назальности, что свойственно многим языкам бассейна Амазонки.
|       | Front | Central | Back  |
| Close | i [i] | ɨ [ɨ]   | u [u] |
| Mid   | e [e] |         | o [ɔ] |
| Open  |       | a [a]   |       |

#### Консонантизм
В работах обычно выделяется следующий набор согласных фонем.
|             | Bilabial | Alveolar | Postalveolar | Palatal | Velar | Glottal |
| Nasal       | m        | n        |              |         |       |         |
| Plosive     | p        | t        |              |         | k [k] |         |
| Affricate   |          |          | č [tʃ]       |         |       |         |
| Fricative   |          | s        |              |         |       | h       |
| Tap         |          | r [ɾ]    |              |         |       |         |
| Approximant | w        |          |              | y [j]   |       |         |

По предположению исследователей, ягуа можно считать либо тоновым языком, либо языком с музыкальным ударением, однако этот вопрос еще не разрешен. Различаются два фонемных тона, высокий (обозначается акутом) и низкий (если обозначается, то грависом).
В отношении слоговой структуры преобладают открытые слоги, закрывать слог может только /j/.

### Грамматические особенности

##### Классификаторы
В ягуа насчитывается около 40 классификаторов. Они присоединяются суффиксально к существительным и помогают выразить семантические концепты, которые в русском обычно выражаются прилагательными: размер, форма, функция, материал и др. Числительные, демонстративы и, факультативно, модификаторы согласуются с существительными, присоединяя классификаторы.
[Payne 1990: 1466]
(1) roorijyųdapyóóquiimiy
rooríy-jų-day-póó-quii-miy
house-CL.opening-CL.patch-CONDITION.rotting-SIZE.big-QUANTITY.PL
‘the several tall and rotting house doors’
[Payne & Payne 1990: 350-351]
(2) а́najojų́y Tomа́а́sa navą́ą
а́na-jo-jų́y
two-CLASS:fruit-two Tom banana
‘Tom’s two bananas’
(3) tį́į́quii vа́nu vа́síyąąnu, ją́ą́muquiinu
tį́į́quii vа́nu vа́siiyąą-nù ją́ą́mu-quii-nù
one:ANIM:SG man fat-CLASS:ANIM:SG big-long-CLASS:ANIM:SG

‘one big fat man’

#### Личные местоимения
В ягуа представлена развитая система личных местоимений для обозначения одушевленных объектов. Для 1 и 2 лиц в двойственном и множественном числах различаются инклюзивная и эксклюзивная форма. Для обозначения неодушевленных объектов используется только одно местоимение. В различных контекстах некоторые местоимения могут быть проклитиками, энклитиками или свободными формами. Так, ray (1SG) – свободная форма в эмфатическом контрастивном контексте, но проклитика перед глаголом для обозначения субъекта или имени для обозначения поссессора и энклитика для обозначения объекта на транзитивном глаголе. Только для третьего лица единственного числа субъектная и объектная клитики различны .
|   | ANIM | ANIM    | ANIM    | ANIM    | ANIM    | INAN |
| 1 | SG   | DU.INCL | DU.EXCL | PL.INCL | PL.EXCL | INAN |
| 2 | SG   | DU.INCL | DU.EXCL | PL.INCL | PL.EXCL | INAN |
| 3 | SG   | DU      | DU      | PL      | PL      | INAN |

#### Категория глагольного времени
Настоящее время не маркировано. Для выражения значений будущего времени, в том числе ближайшего, используются аналитические формы с модальным вспомогательным глаголом ‘ą’, алломорфический вариант ‘rą’ (см. примеры 1-2). Сложная система прошедших времен: ягуа различает ближайшее прошлое, в основном употребляющееся в разговоре о том, что произошло сегодня (proximate past), недавнее прошлое – о том, что случилось недавно, но не сегодня (recent past), и два типа отдаленного прошлого – о том, что имело место несколько недель или несколько лет назад (см. примеры 3-4).
[Payne 1985: 240– 246]
(1) Tomа́sa rą jiya.
           rą jiya
Tom IRR go
‘Tom will go.’
(2) Sąąnumaa jiya.
sa-ą-numaa jiya
3SG-IRR-now go
‘He is now about to go.’
(3) Rayą́ą́siy.
ray-jiya-jа́siy
1SG-go-PROX1
‘I went (e.g. this morning).’
(2) Raryupeeda.
ray-rupay-jada
1SG-be : born-PAST3

‘I was born (a number of years ago).’

#### Категория связанного движения
Особенностью глагольных категорий в ягуа является наличие категории «связанности движения»: суффиксы «связанного движения» (bounded movement suffixes) локализуют действие в определенном месте и относительно дейктического центра и обычно в переводе отражаются с помощью формулировки «по прибытии куда-л.», что противопоставляет их суффиксам «несвязанного движения» (unbounded movement suffixes) для действий, выполняющихся по пути куда-либо (англ. enroute) или не привязанных к определенной траектории. За последними могут следовать показатели имперфектива, хабитуалиса, континуатива. В некоторых случаях эти суффиксы могут комбинироваться (см. пример).
[Payne 1985: 256]
Sa-suuta-nayąą-nuvee.
3SG-wash-going : aimlessly-on : arrive : there

‘He washes there, over there, over there, whenever he arrives there.’

#### Актантные деривации
Аппликатив, добавляющий инструмент или комитатив как обязательный аргумент в структуру глагола, в ягуа образуется с помощью показателя –ta, соответствующего инструментальному (или комитативному) послелогу .
[Payne 1985: 272, 274]
(1) Sįįchitiñı́ı́ quiivą́ quiichitya.
sa-jįchitiy-nı́ı́           quiichiy-ta
3SG-poke-3SG fish knife-INST
‘He pokes the fish with the/a knife’.
(2) Sįįjchitítyara jųmutą́ą́ tíístą́ą́suuy.
sa-jįchitiy-ta-rа̀ jųmutą́ą́
3SG-poke-TA-INAN machete-INAN ball

‘He pokes:wlth the machete the ball.’

## Список сокращений
1/3 1/3nd person
ANIM animate
CL classificator
COMPL completive
DAY phrasal clitic -day
DU dual
EXCL exclusive
JIITA second position clitic –jį́į́ta/jį́į́
INAN inanimate
INST instrumental
IRR irrealis
Oblique indirect objects, postpositional phrases and time and locative expressions
PAST3 distant past tense
PL plural
POT potential/optative
PROXl proximate 1 tense (earlier today or future)
TA applicative suffix -ta
TRR1 transitivizer
SET II suffixal clitic
SG singular

## Используемая литература
1. Paul S. Powlison. Palatalization Portmanteaus in Yagua (Peba-Yaguan), — 1962. — WORD, 18:1-3, — C. 280-299.
2. Doris L. Payne. Aspects of the grammar of Yagua: a typological approach. PhD Thesis, University of California at Los Angeles. — 1985.
3. Doris L. Payne. The Pragmatics of Word Order: Typological Dimensions of Verb Initial Languages.. — 1990. — Berlin; New York: Mouton de Gruyter.
4. Doris L. Payne, Thomas E. Payne. Yagua // Handbook of Amazonian languages.. — 1990. — Т. 2. — С. 249-474.
5. Doris L. Payne. Yagua // Morphologie: Ein internationales Handbuch zur Flexion und Wortbildung. — 2004. — Т. 2. — С. 1464-1473.